# Pamparama acuta
Pamparama acuta là một loài bướm đêm thuộc họ Noctuidae. Nó được tìm thấy ở Tiểu Á và Cận Đông (Thổ Nhĩ Kỳ, Armenia, Azerbaijan, miền bắc Iraq, Israel, Jordan và Liban).
Con trưởng thành bay từ tháng 3 đến tháng 5. Có một lứa một năm.